# マルヴィン・バカロルツ
マルヴィン・バカロルツ（Marvin Bakalorz、1989年9月13日 - ）は、西ドイツ・オッフェンバッハ・アム・マイン出身のサッカー選手。MSVデュースブルク所属。ポジションはMF。父のディルク・バカロルツも元サッカー選手である。

## 経歴
TGSユゲスハイムでサッカーを始め、両親がノルトライン＝ヴェストファーレン州に引っ越したことに伴いヴェストファリア・ゲメンやSCプロイセン・ミュンスターなどでプレーをした。
2010年夏、ブンデスリーガのボルシア・ドルトムントへ移籍し、2011年6月にプロ契約を結んだ。ドルトムントでは2011-12シーズンにリーグ優勝とDFBポカール優勝を経験したが、トップチームでの出場機会はなく、3. リーガなどに所属する下部チームのボルシア・ドルトムントIIの試合に出場した。
2013年7月、2年契約でアイントラハト・フランクフルトへ移籍したが、シーズン最中の2014年1月に2. ブンデスリーガのSCパーダーボルン07へ期限付き移籍。パーダーボルンでは攻撃的ミッドフィールダーのポジションを獲得し、FCインゴルシュタット04戦やディナモ・ドレスデン戦の勝利に貢献すると、同年4月25日に、2017年6月3日までの新たな契約を結んだ。
2016年5月、パーダーボルンの3. リーガ降格が決まると、2. ブンデスリーガのハノーファー96へ移籍した。
2020年、トルコのデニズリスポルに移籍した。
2021年5月、MSVデュースブルクに移籍した。

## タイトル

### クラブ
ボルシア・ドルトムント
- ブンデスリーガ：2011-12
- DFBポカール：2011-12